# Laurel und Hardy: Das ist meine Frau
Das ist meine Frau ist eine US-amerikanische Kurzfilm-Komödie von Lloyd French aus dem Jahre 1929. In den Hauptrollen des Stummfilmes spielt das Komikerduo Laurel und Hardy.

## Handlung
Oliver Hardy hatte seinen einfältigen Freund Stan vor zwei Jahren zu sich und seiner Frau in den Haushalt aufgenommen. Nachdem Stan dort in der Folgezeit allerlei Trubel und Ärgernisse verursacht hatte, verlässt Mrs. Hardy nun ihren Ehemann, nicht ohne noch vorher zwei Blumenvasen im Hausflur umzustoßen. Oliver demoliert aus Ärger sein gesamtes Wohnzimmer und Stan folgt seinem Beispiel. In dieser Krisensituation erscheint plötzlich Olivers bereits betagter Onkel Bernal vor der Haustür. Oliver spekuliert auf finanzielle Unterstützung des steinreichen Onkels und auch auf dessen Erbe. Ollie räumt schnell auf und begrüßt seinen Onkel, welcher endlich Ollies Ehefrau kennenlernen möchte. Ollie bringt Stan dazu, sich als Mrs. Hardy zu verkleiden; denn wenn Onkel Bernal erfahren würde, dass Oliver und seine Frau sich getrennt haben, würde dies Ollies Träume vom großen Geld begraben. 
Oliver stellt Stan – als seine Frau „Magnolia Hardy“ – dem Onkel mit den Worten vor: „Bei ihr gibt es nicht so viel zu sehen – aber sie ist lustig!“ Stan fällt die Verkleidung als Frau schwierig und er fällt immer wieder in männliche Verhaltensweisen zurück, so rutscht er immer wieder auf seinen hohen Schuhen aus und will eine Zigarre von Onkel Bernal annehmen. Am Abend müssen beide mit Onkel Bernal ein Restaurant besuchen, wo sich ein Betrunkener an ihren Tisch setzt und sich an Stan in Frauenverkleidung anschmiegt. Oliver greift als „ihr“ Ehemann ein und schüttet dem Betrunkenen eine Suppe über den Kopf, was dieser mit Fassung nimmt und anschließend verschwindet. Die Situation verkompliziert sich, als ein diebischer Kellner des Restaurants einer Dame ihr wertvolles Halsband stiehlt. Das Restaurant wird nach dem Halsband abgesucht, weshalb der Dieb es im Rücken von Stans Kleid versteckt.
Oliver versucht das Halsband nun aus Stans Kleid herauszufischen, was mehrfach zu zweideutigen Situationen führt und bei den Restaurantgästen und insbesondere bei Onkel Bernal für Verwunderung und Empörung sorgt. Als beide auf der Bühne des Restaurants hinfallen und Stans Kleid dabei verrutscht, wird offensichtlich, dass es sich bei ihm um keine Frau handelt. Onkel Bernal kündigt an, er wolle sein Vermögen dem Hund- und Katzenkrankenhaus vermachen, während Oliver seiner Frau und Bernals Geld nachtrauert. Da übergießt ihn der Betrunkene mit einer Suppe.

## Hintergrund
Der Film wurde zwischen dem 11. und 16. Dezember 1928 in den Hal Roach Studios gedreht und erschien im März 1929 in den amerikanischen Kinos. That's my Wife zählte bereits zu den letzten Stummfilmen des Komikerduos. 
Die Geschichte des Filmes, welche vom späteren Regisseur Leo McCarey verfasst wurde, wurde teilweise aus dem drei Jahre zuvor erschienenen Film Along Came Auntie übernommen, in welchem bereits Oliver Hardy und Vivian Oakland (Mrs. Hardy) mitgespielt hatten. Das Originaldrehbuch von That's My Wife sah zunächst vor, dass Mrs. Hardy zufällig an einem Nebentisch im Restaurant sitzt und Onkel Bernal einen Flirt mit ihr beginnt. Auch das Ende war in der Originalfassung anders: So gesteht Stan Onkel Bernal den Schwindel und seine Freundschaft mit Ollie endet, gleichzeitig versöhnen sich Ollie und seine Ehefrau wieder.

## Kritiken
That's my Wife zählt zu den weniger bekannten Werken des Komikerduos. Dennoch schrieb der Filmhistoriker und Laurel-und-Hardy-Experte William K. Everson im Jahre 1967: „Vergleichsweise unbekannt, ist dies vielleicht der witzigste und beste der vielen Filme, in welchen Laurel sich als Frau maskiert. Dieses einzige Thema [des Filmes] wird über die Zeit mit grenzenloser Vielfalt behandelt.“ Der Filmkritiker Leslie Halliwell meinte zum Film, er würde seinen Hauptwitz – die Verkleidung Stans als Frau – gut aufrechterhalten und die Farce im Restaurant besitze ein brillantes Timing.